# Болонски говор
Болонските говори са група диалекти на емилиано-романьолския език.
Те са традиционният диалект в района на град Болоня в Северна Италия. Част са от западнороманската група за разлика от книжовния италиански, който е итало-далматински език с ограничена взаимна разбираемост с болонските говори. Те се развиват от местните варианти на простонародния латински и са известни като специфичен диалект от Средновековието, като например Данте Алигиери отбелязва неговата особена елегантност. Днес болонските говори са до голяма степен изместени от книжовния италиански, особено в градовете, но има опити за тяхното запазване.